# Miriam Neureuther
Miriam Neureuther, född Gössner 21 juni 1990 i Garmisch-Partenkirchen, är en tysk utövare av längdåkning och skidskytte. Hennes mor kommer från Norge så hon talar både tyska och norska.
Gössner deltog vid VM 2009 i tjeckiska Liberec där hon ingick i det tyska stafettlaget på 4 x 5 km som slutade tvåa bakom Finland.
Som skidskytt deltog hon vid junior-VM 2009 där hon blev guldmedaljör i jaktstart och silvermedaljör i sprint. 
Hon inledde säsongen 2010/2011 bra med en andra plats i sprinten samt en andra plats i jaktstarten som ju står till grund för sprintresultatet.
Kaisa Mäkäräinen vann de båda tävlingarna.
Gössner slutade på andra plats i sprinten i Pokljuka den 14 december 2012 bakom tjeckiskan Gabriela Soukalová. Dagen efter avancerade hon från sin andra plats till första plats och tog därmed sin första individuella världscupseger. Det här gjorde hon trots att hon sköt hela fem bom totalt. Hon avslutade världscuphelgen i Pokljuka med att bli tvåa i masstarten bakom norskan Tora Berger. Den 5 januari 2013 tog hon sin andra världscupseger när hon vann sprinten på hemmaplan i Oberhof. Veckan efter vann hon sin andra raka sprint i världscupen i Ruhpolding.

## Världscupssegrar
Not: VM-tävlingar ingår också i världscupen

### Individuellt (3)
| Datum            | Plats      | Land      | Disciplin |
| ---------------- | ---------- | --------- | --------- |
| 15 december 2012 | Pokljuka   | Slovenien | Jaktstart |
| 5 januari 2013   | Oberhof    | Tyskland  | Sprint    |
| 11 januari 2013  | Ruhpolding | Tyskland  | Sprint    |

### Stafett (4)
| Datum           | Plats           | Land     | Disciplin    |
| --------------- | --------------- | -------- | ------------ |
| 13 mars 2011    | Chanty-Mansijsk | Ryssland | Stafett (VM) |
| 10 mars 2012    | Ruhpolding      | Tyskland | Stafett (VM) |
| 20 januari 2013 | Antholz         | Italien  | Stafett      |
| 10 mars 2013    | Sotji           | Ryssland | Stafett      |